# Ivana Levá
Ivana Levá (* 16. června 1950) je česká politička, v letech 2002 až 2013 poslankyně Parlamentu ČR za KSČM, v letech 2014 až 2020 členka Rady České televize.

## Vzdělání, profese a rodina
Po maturitě v roce 1968 na gymnáziu v Blovicích vystudovala roku 1973 pedagogickou fakultu v Plzni s aprobací český jazyk, dějepis. V letech 1973—2002 vyučovala na základní škole ve Starém Plzenci. S manželem Petrem vychovala syna Petra a dceru Ivanu.

## Politická kariéra
V roce 1978 vstoupila do KSČ.
V senátních volbách roku 1998 byla kandidátkou KSČM za senátní obvod č. 7 - Plzeň-město, avšak se ziskem 17,32 % skončila až na 4. místě. V komunálních volbách roku 1998, komunálních volbách roku 2002 a komunálních volbách roku 2010 byla za KSČM zvolena do zastupitelstva města Starý Plzenec. Profesně se k roku 1998 uvádí jako učitelka ZŠ.
V krajských volbách roku 2000 byla zvolena do Zastupitelstva Plzeňského kraje za KSČM.
Ve volbách v roce 2002 byla zvolena do poslanecké sněmovny za KSČM (volební obvod Plzeňský kraj). Byla členkou sněmovního výboru pro vědu, vzdělání, kulturu, mládež a tělovýchovu. Poslanecký mandát obhájila ve volbách v roce 2006. Byl nyní členkou výboru pro sociální politiku a působila i jako místopředsedkyně poslaneckého klubu komunistů. Opětovně byla do sněmovny zvolena ve volbách v roce 2010. Je členkou výboru pro vědu, vzdělání, kulturu, mládež a tělovýchovu a místopředsedkyní volebního výboru. Působí také jako místopředsedkyně podvýboru pro heraldiku a vexilologii.
Ve stínové vládě KSČM spravuje resort kultury a průřezový resort mediálí politiky. V březnu 2014 byla zvolena Poslaneckou sněmovnou PČR členkou Rady České televize. Do Rady ČT ji navrhl Českomoravský odborový svaz pracovníků školství, získala 89 hlasů od přítomných poslanců. Funkci členky Rady ČT vykonávala do března 2020.
V komunálních volbách v roce 2014 obhájila za KSČM post zastupitelky města Starý Plzenec. Na kandidátce přitom byla na posledním místě, vlivem preferenčních hlasů však skončila první. Profesně se uvádí jako důchodce. V roce 2015 na mandát zastupitelky rezignovala.